# St. Bernard (Ohio)
St. Bernard es una ciudad ubicada en el condado de Hamilton en el estado estadounidense de Ohio. En el Censo de 2010 tenía una población de 4368 habitantes y una densidad poblacional de 1.082,47 personas por km².

## Geografía
St. Bernard se encuentra ubicada en las coordenadas 39°10′18″N 84°29′39″O / 39.17167, -84.49417. Según la Oficina del Censo de los Estados Unidos, St. Bernard tiene una superficie total de 4.04 km², de la cual 4 km² corresponden a tierra firme y (0.77%) 0.03 km² es agua.

## Demografía
Según el censo de 2010, había 4368 personas residiendo en St. Bernard. La densidad de población era de 1.082,47 hab./km². De los 4368 habitantes, St. Bernard estaba compuesto por el 80.04% blancos, el 15.68% eran afroamericanos, el 0.3% eran amerindios, el 0.71% eran asiáticos, el 0.11% eran isleños del Pacífico, el 0.87% eran de otras razas y el 2.29% pertenecían a dos o más razas. Del total de la población el 1.95% eran hispanos o latinos de cualquier raza.